# Пральна дошка (музичний інструмент)
Пральна дошка — музичний інструмент, що являє собою оригінальну пральну дошку чи предмет з аналогічними властивостями, спеціально виготовлений для виконання музики.

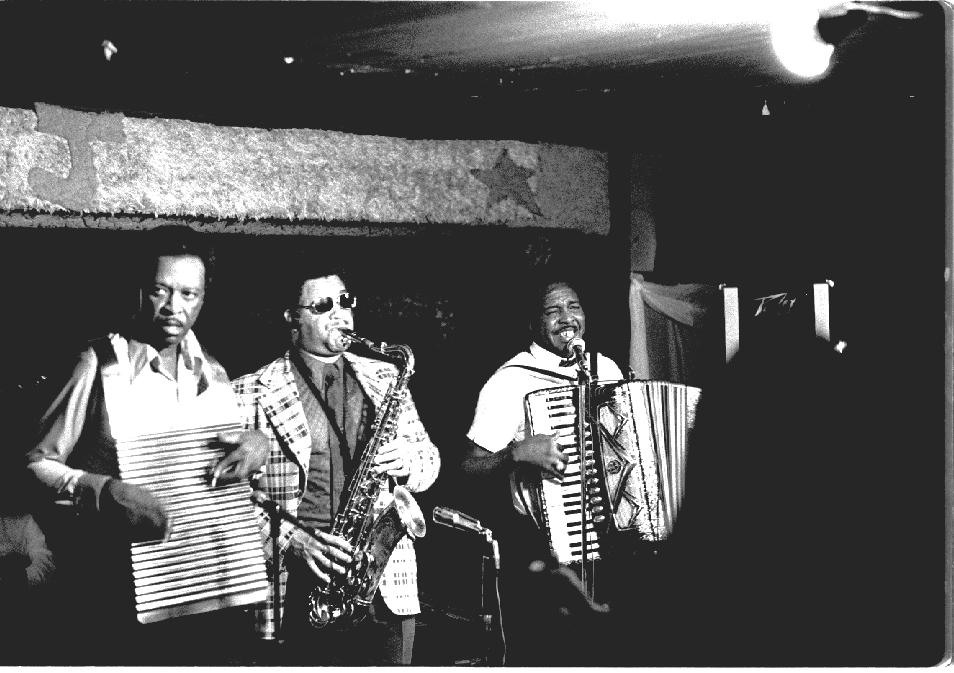
Виступають брати Шеньє (1975). Кліфтон Шеньє грає на акордеоні, на пральній дошці — його брат Клівленд

## Історія
Ідею використання пральної дошки для отримання звуку приписують музиканту з Нового Орлеана Кліфтону Шеньє, основоположнику стилю зайдеко, який почав виступати в середині 1940-х рр. Невдовзі після цього знайомі майстра Шеньє налагодили випуск пральних дощок спеціально для музикантів, звільнивши предмет від обтяжливої дерев'яної рами і залишивши лише ребристу поверхню; такий інструмент отримав назву тертка (фр. frottoir, від фр. frotter — терти). Компактний інструмент часто вішався музикантом на шию, розміщуючись на рівні грудей; в американському сленгу такий інструмент називався «музичним слинявчиком» (англ. musical bibs).
Для отримання звуку застосовуються ложки, відкривалки для пива і інші підручні металічні предмети. Рідше музиканти використовують наперстки, які можуть бути надягнутими на кілька пальців, що дозволяє добиватися більш складного ритму.
До середини 1950-х рр. інтерес до використання пральної дошки як музичного інструменту розповсюдився і в Європі. Зберігся, зокрема, циркуляр, розповсюджений чиновником Міністерства культури НДР Гансом-Ґеорґом Ускорайтом в зв'язку з підготовкою музичних колективів НДР до участі в Фестивалі молоді і студентів у Москві (1957), в якому говорилось, що використання молодими музикантами як інструментів пральної дошки і інших побутових предметів є, звичайно, ознакою несмаку і гонитви за дешевими ефектами, але не потребує партійно-державного втручання.

## Примітка
1. ↑  Toby Thacker. «Gesungen oder musiziert wird aber fast in jedem Haus»: Representing and Constructing Citizenship Through Music in Twentieth-Century Germany // Citizenship and national identity in twentieth-century Germany / Ed. by Geoff Eley, Jan Palmowski. — Stanford University Press, 2008. — P. 175.